# Kirschweiler Festung
Koordinaten: 49° 45′ 38″ N, 7° 13′ 48″ O

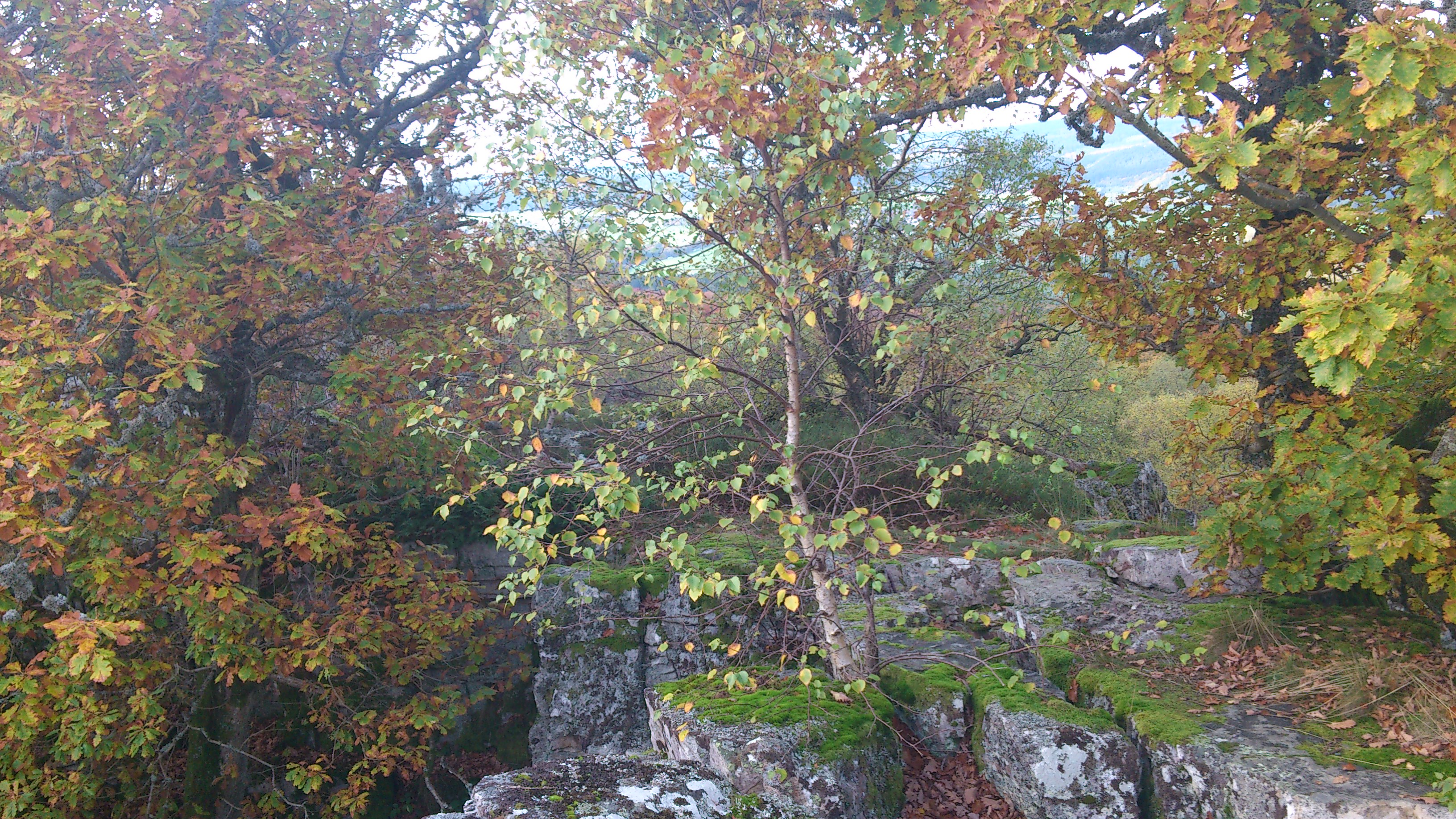
Naturschutzgebiet Kirschweiler Festung (Oktober 2013)

Das Naturschutzgebiet  Kirschweiler Festung  liegt im Landkreis Birkenfeld in Rheinland-Pfalz und ist Teil des Nationalparks Hunsrück-Hochwald.
Das 40,2 ha große Gebiet, das mit Verordnung vom 22. April 1940 unter Naturschutz gestellt wurde, erstreckt sich nordwestlich der Ortsgemeinde Kirschweiler. Es liegt direkt an der am nördlichen Rand des Gebietes im Idartal verlaufenden B 422.
Der Name bezeichnet keine Befestigungsanlage, sondern eine natürliche Felsformation.